# Kerseblept Nunatak
Kerseblept Nunatak är en nunatak i Antarktis. Den ligger i Sydshetlandsöarna. Argentina, Chile och Storbritannien gör anspråk på området. Toppen på Kerseblept Nunatak är 115 meter över havet.
Terrängen runt Kerseblept Nunatak är varierad. Havet är nära Kerseblept Nunatak åt sydväst. Trakten är glest befolkad. Närmaste befolkade plats är Maldonado Station, 11,8 kilometer öster om Kerseblept Nunatak. 